# Hermann Scheinecker

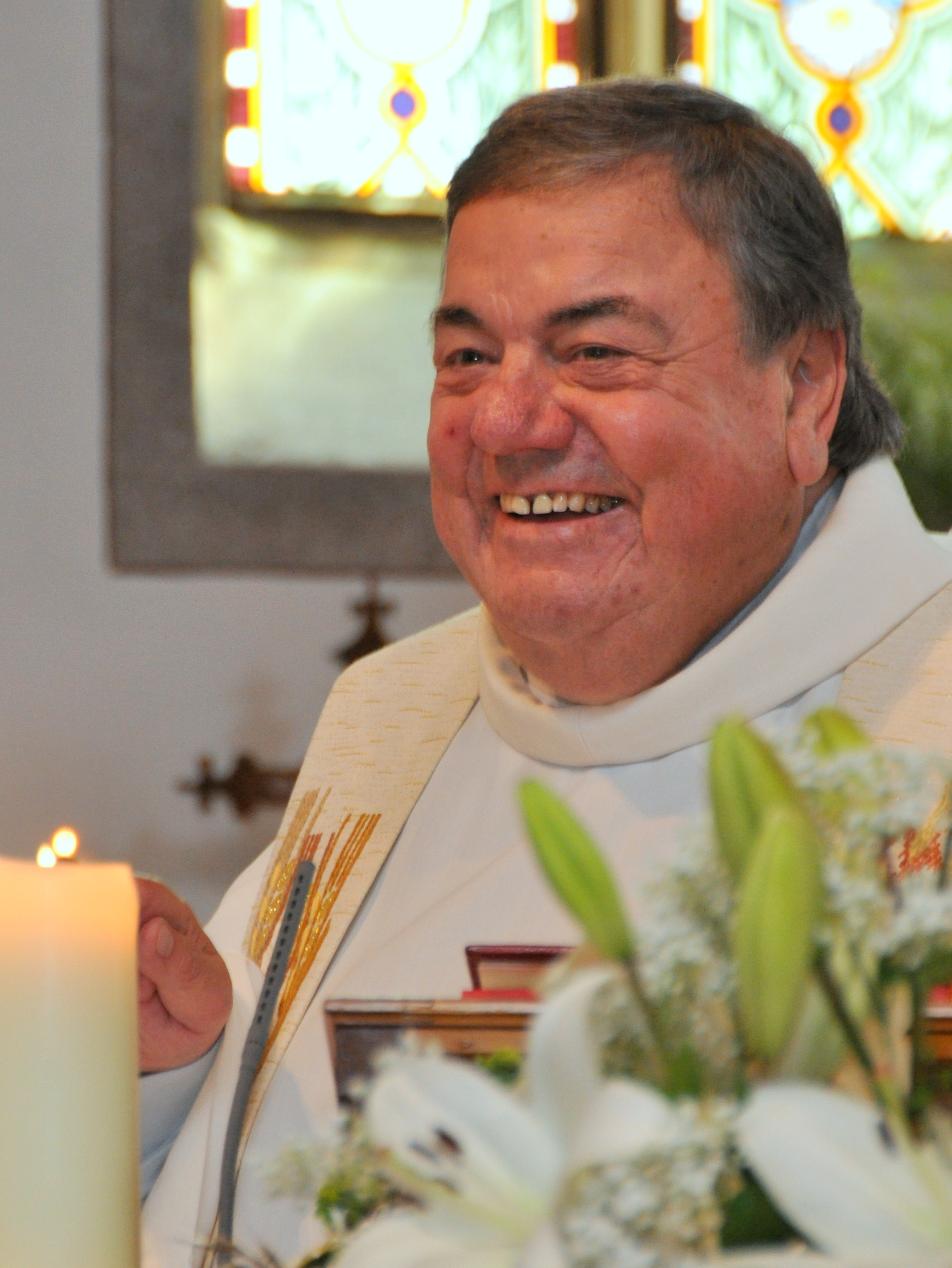
Hermann Scheinecker (2014)

Hermann Scheinecker CanReg (* 2. Juni 1946 auf dem Weinbergergut in St. Florian; † 20. April 2020 in Rohrbach-Berg) war ein oberösterreichischer katholischer Ordenspriester des Stiftes St. Florian, Pfarrer in St. Gotthard im Mühlkreis und Herzogsdorf sowie Landesjägerpfarrer von Oberösterreich.

## Leben
Hermann Scheinecker wurde 1946 als jüngster von vier Söhnen auf einem Bauernhof in St. Florian geboren. Nach seiner Schulzeit am Stiftsgymnasium Wilhering trat er am 27. August 1965 im Stift St. Florian dem Orden der Augustiner Chorherrn bei, seinem Theologiestudium in Salzburg folgte die Priesterweihe im Jahr 1971. Nach einer kurzen Zeit als Kaplan in Feldkirchen an der Donau wurde er 1972 Kaplan in St. Peter am Wimberg und Pfarrer in Herzogsdorf. Ab 1988 betreute er zusätzlich die Pfarre St. Gotthard im Mühlkreis.
Überregionale Bekanntheit erlangte Scheinecker als Landesjägerpfarrer von Oberösterreich – diesen Titel hatte ihm in den 1970er Jahren der Landesjagdverband verliehen –, wie auch durch seine engen Kontakte zur politischen und wirtschaftlichen Elite des Landes. So war er Stammgast bei regelmäßig im Gasthof Haudum in Helfenberg stattfindenden medial rezipierten Tarockturnieren, zu deren Besuchern neben Politikern wie Reinhold Mitterlehner, Josef Ratzenböck, Andreas Khol, Josef Stockinger, Franz Dobusch und Rudolf Streicher zahlreiche Prominente aus Wirtschaft, Sport und Kultur wie Ludwig Scharinger, Beppo Mauhart, Hans Pum und Lore Krainer zählen.
2003 wurde Hermann Scheinecker das Goldene Verdienstzeichen des Landes Oberösterreich verliehen. 2014 erhielt er gemeinsam mit Barbara Rett und Werner Gruber den von den Oberösterreichischen Nachrichten in diesem Jahr zum 100. Mal vergebenen Mostdipf-Preis. Des Weiteren war das Mitglied der Jägergilde St. Florian Ehrenbürger der Gemeinde Herzogsdorf und Träger des Goldenen Bruches, der vom Landesjägermeister für 50-jährige Ausübung des Waidwerks verliehen wird. Darüber hinaus war er Träger des Ehrenringes des oberösterreichischen Landesjagdverbands sowie ein hochangesehenes Ehrenmitglied der LG Oberösterreich des österreichischen Jagdterrierklubs.